# Hermacha curvipes
Hermacha curvipes är en spindelart som beskrevs av William Frederick Purcell 1902. Hermacha curvipes ingår i släktet Hermacha och familjen Nemesiidae. Inga underarter finns listade i Catalogue of Life.